# Mural Etnias

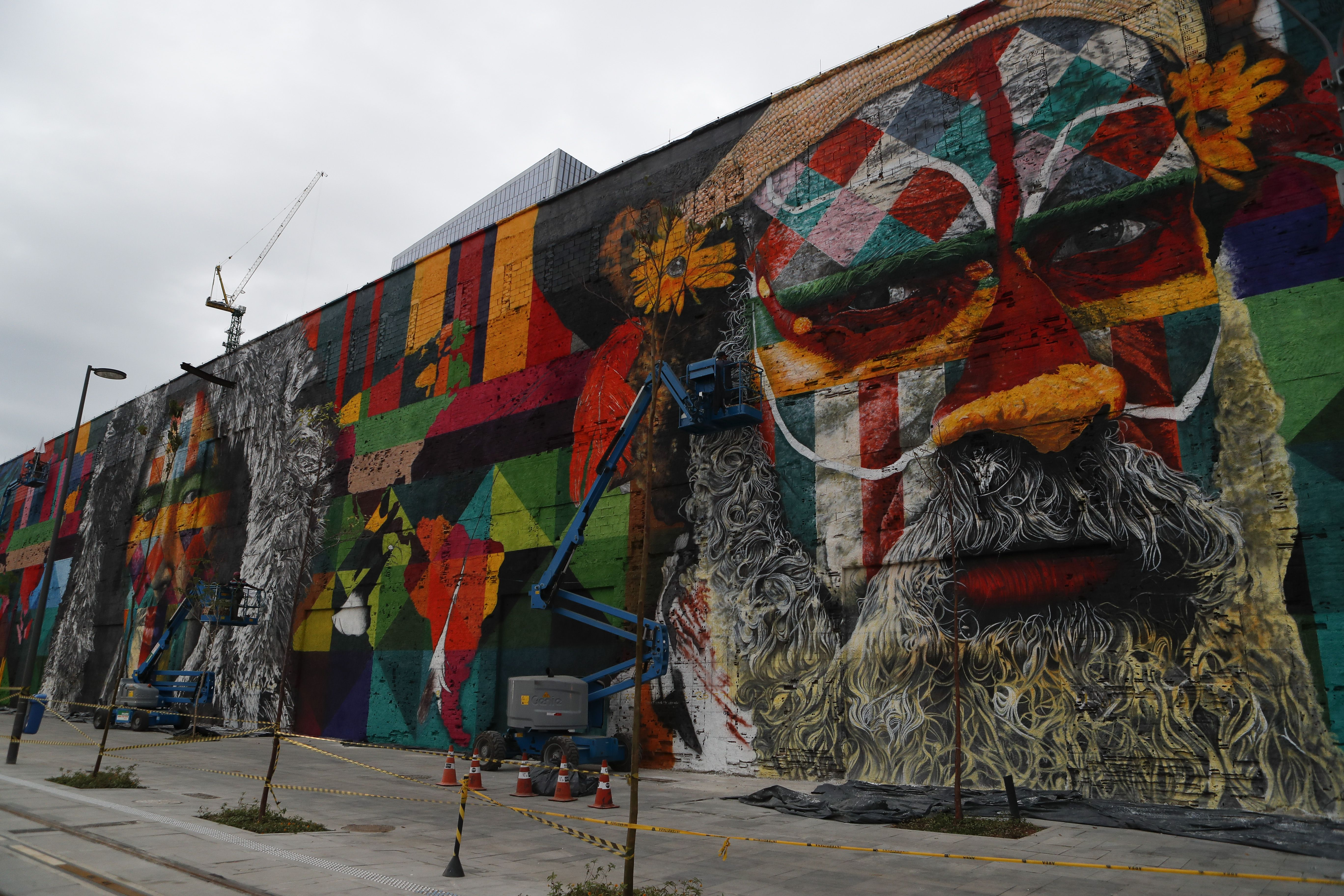
Mural Etnias sendo pintado, em 2016.

O Mural Etnias, batizado como Todos somos um, é um painel situado no bairro da Gamboa, na Zona Central da cidade do Rio de Janeiro. Com 15 metros de altura e 170 metros de comprimento, foi pintado pelo artista Eduardo Kobra na fachada de um antigo armazém em virtude dos Jogos Olímpicos de Verão de 2016. Situa-se em frente à Parada dos Navios/Valongo do VLT Carioca, na Orla Conde. Seu principal tema é a união dos povos da terra e da diversidade dos grupos étnicos dos cinco continentes.
Para a pintura do painel, foram utilizados 180 baldes de tinta acrílica, 2,8 mil latas de spray e 7 elevadores hidráulicos. O mural retrata uma tribo de cada continente: os huli, da Nova Guiné (Oceania); os mursi, da Etiópia (África); os kayin, do Myanmar e da Tailândia (Ásia); os supi, da Lapônia (Europa); e os tapajós, do Brasil (América).
O estilo da obra é o Graffiti, cuja técnica de pintura foi a aplicação de aerossol, acrílico e esmalte na parede de um antigo armazém. No dia 22 de agosto de 2016, o painel, com cerca de 2,6 mil m² de área, foi reconhecido pelo Livro Guinness dos Recordes como o maior grafite do mundo.

## História
O artista Eduardo Kobra, conhecido por suas obras localizadas em diversas cidades do Brasil e de outros países, foi convidado pelo Comitê Olímpico Internacional (COI) para pintar um grande mural em virtude dos Jogos Olímpicos de Verão de 2016. Kobra então escolheu uma empena cega situada na Orla Conde, pertencente a um antigo armazém, para pintar o painel.
Para a produção do mural, o artista contou com 12 colaboradores, que juntos chegaram a trabalhar por cerca de oito horas diárias a fim de terminar a obra a tempo dos jogos. Antes de receber a obra, a superfície da empena cega foi pintada de branco e resinada. O painel levou 40 dias para ser pintado, tendo sido inaugurado oficialmente no dia 4 de agosto de 2016.
O trabalho faz parte de uma série de murais pintados por Eduardo Kobra chamada Olhando a paz, cujos painéis retratam algumas personalidades que são importantes para a paz, como Malala Yousafzai, Martin Luther King e Nelson Mandela. Foi considerado o maior grafite do mundo pelo Livro Guinness dos Recordes em 22 de agosto de 2016.